# Herniaria ciliolata
Herniaria ciliolata är en nejlikväxtart. Herniaria ciliolata ingår i släktet knytlingar, och familjen nejlikväxter.

## Underarter
Arten delas in i följande underarter:
- H. c. ciliolata
- H. c. robusta